# Bror Flygare
Bror Edvin Flygare (ur. 29 listopada 1888, zm. 18 sierpnia 1943) – szwedzki zapaśnik walczący w stylu klasycznym. Olimpijczyk z Sztokholmu 1912, gdzie zajął 28. miejsce w wadze lekkiej.
Zajął czwarte miejsce na mistrzostwach świata w 1913. Ósmy na mistrzostwach Europy w 1909 roku. 

## Letnie Igrzyska Olimpijskie 1912
| Konkurencja            | Rundy eliminacyjne  | Rundy eliminacyjne   | Klas. końcowa |
| Konkurencja            | Przeciwnik I        | Przeciwnik II        | Miejsce       |
| ---------------------- | ------------------- | -------------------- | ------------- |
| 67,5 kg styl klasyczny | Karel Halík (CZE) Z | Ödön Radvány (HUN) P | 28.           |